# Jean Coralli Peracini
Jean Coralli Peracini (París, 1779 - 1854) va ser un ballarí i coreògraf romàntic de dansa clàssica.
Es va formar a l'Escola de Ballet de l'Òpera de París amb Pierre Gardel. Va ballar per primera vegada, quan tenia 23 anys, al Teatre de l'Òpera de París. La seva primera experiència coreogràfica va ser a Viena l'any 1800 i, des dels anys 1815 i fins a 1825 va coreografiar i ballar en les companyies de ballet de Londres, Milà i Viena. En 1825 tornà a París i en 1826 va ser escollit director de la companyia de dansa del Théâtre de la Porte Saint-Martin de París, per a la qual va crear nombrosos ballets. Posteriorment va dirigir el ballet del Théâtre de l'Académie Royal on, després d'un temps, van reposar algunes de les seves obres. Durant aquest temps tingué diversos alumnes, entre ells l'estatunidenca Augusta Maywood.
Algunes de les coreografies de Jean Coralli són: La Tempête (La Tempesta), Le Diable Boiteux (El diable coix), La tarentule (La taràntula), Giselle (juntament amb Jules Perrot) i La Péri.
1. ↑   Edita SARPE, Gran Enciclopedia de la Música Clásica, vol. III, pàg. 819. (ISBN 84-7291-227-2)